# 死亡筆記 (動畫)
《死亡筆記》（DEATH NOTE），是根據原著漫畫改編製作的動畫作品。於2006年10月4日至2007年6月27日在日本電視台（NTV）首播，其後亦在Animax及亞洲多間電視台播放。

## 劇情摘要

### 第一部
奇樂 vs L
「名字被寫進這本筆記本的人就會死。」
拿到這本由死神所掉落的死亡筆記的人是日本的高中生・夜神月（Yagami Light）。月將世界上一個個犯罪者的名字寫進筆記本上，相信這樣的行為會是正義，誓言要成為一個沒有犯罪者的新世界的神。發現有人在制裁犯罪者的一般民眾，開始稱呼這位制裁者為「奇樂（KIRA）」（KIRA為的日文拼音，意思是殺手。巧合的是此字在拉丁文意思為「Light」）。
另一方面，察覺到奇樂出現的國際刑警組織，委託一個名為「L」的偵探來調查奇樂事件。L是唯一能動員全世界警察的人，世界上很多陷入膠著的案件都是由他查出。他的本名和居住地完全沒有人知道。
認為奇樂是「罪惡」的L，用巧妙而大膽的方式證明出「奇樂你就在日本關東地區」，在日本設立搜查總部挑戰基拉。奇樂和L，從此為了揭露彼此的真面目，也為了彼此的正義互相對立。
第二奇樂
以榜首身份考進了大學的夜神月，遇到了以流河旱樹、龍崎的身份出現，同樣是榜首的L。L利用巧妙的技巧引誘夜神月，希望能和月一起搜查，藉以分析月的行動。
就在同一段時間，電視台收到了從奇樂寄出的影帶。L和月在看了影帶後，都推論「第二個奇樂」是存在的。追捕者和被追捕者共同進行搜查，一場縝密的心理戰就此開始… …
四葉奇樂
被L追到窮途末路的夜神月，利用死亡筆記本的特性，構思了起死回生的對策。在被L監禁的時候，月特意放棄了筆記本的擁有權。於是，失去了和筆記本有關「一切記憶」的月便和L共同搜查。隨後發現了新的死亡筆記本所有者跟大企業「四葉」有所關聯。
成功潛入了四葉本部後，判斷指示奇樂殺人的是「8人幹部」。因發現潛藏在裡面的第三個奇樂可能有其他的幫手，搜查本部打算對有嫌疑的人設下陷阱。
L的敗北
恢復記憶後的夜神月，設局利用死神雷姆相信「如果L不死，海砂就會有危險」，逼雷姆動手殺死L，自己就成為了第2代L，同時擁有奇樂跟L的雙重身份。
L最後留下的一些調查記錄，包含了從L電視宣言那天到第三奇樂死亡為止的情報，後來被夜神月刪去。

### 第二部
連續誘拐事件
世界的舞台轉移到夜神月以計策害死L過後5年。
大學畢業過後的月，由於對搜查本部極為瞭解，故繼承L的身份繼續活動。但事實上，他暗地裏同時完美扮演著追捕奇樂的L和殺害犯罪者的奇樂這雙面角色。此時，贊同奇樂行為的國家開始出現，世界正朝著奇樂理想中的「新世界」前進。
但就在月的面前，出現了兩個繼承L意念的少年。其中一個是加入黑手黨的梅洛，他誘拐了日本警察廳長官，要求搜查本部以「殺人筆記本」來交換人質。為了解決事件，月以L的身份請求美國FBI局長的幫助。但與之回應的卻是自稱為L的後繼者的少年「N」也就是尼亞……；這三個人，為了彼此的信念，展開了激烈的對戰。
不久，月的妹妹粧裕被叫梅洛的人擄走，對方要調查總部用死亡筆記來交換……。
新的代言人
尼亞的搜查，步步進逼著夜神月。
害怕海砂的行為會暴露出什麼的夜神月，把筆記本交給對崇拜奇拿且視奇拿為神的魅上照，由他代為制裁犯罪者。魅上將污染奇樂思想的出目川殺死後，選擇了月在大學時代的女朋友－－高田清美作為新的「奇樂代言人」。
終於就連SPK（Secret Provision for KIRA，由尼亞為主，和L無關的奇樂對策組織）之外的搜查本部成員也開始懷疑夜神月，月受到SPK和本部成員雙方的監視。但是，月成功透過清美作為「魅上的聯絡人」，將訊息傳達給魅上。另一方面，準備好和奇樂決戰的尼亞，將海砂綁走，說出要「和奇樂對決」的宣言。
劇終
在最終一步估計錯誤，被發現是奇樂後的夜神月，雖然嘗試遊說眾人，不過在尼亞的反駁，堅持自己理念，和眾人即使認同奇樂也不能認同下，奇樂決定用死亡筆記的紙張殺死尼亞，但被失望地發現月就是奇樂的松田桃太奮力開槍阻止，夜神月做最後掙扎時，將其擊至重傷，而奇樂逃至一座燈塔內。路克感覺一切將結束，並知道夜神月壽命即將終結，於是依照約定在燈塔內把月的名字寫上筆記本。

## 角色列表
- 該列表有詳述日港台角色配音之相關資訊。

## 製作團隊
- 原作 - 大場鶇、小畑健
- 監督 - 荒木哲郎
- 監督助手 - 伊藤智彦
- 系列構成 - 井上敏樹
- 人物設計 - 北尾勝
- 總作畫監督 - 北尾勝、加加美高浩
- 小物設計 - 新妻大輔
- 美術監督 - 一色美緒
- 美術設定 - 杉山晋史
- 色彩設計 - 橋本賢
- 攝影監督 - 山田和弘
- 編輯 - 肥田文
- 音樂 - 平野義久、谷內秀基
- 音響監督 - 山田知明
- 製作人 - 中谷敏夫、田村學、丸山正雄
- 動畫製作人 - 橋本健太郎
- 動畫製作 - MADHOUSE
- 製作著作 - DEATH NOTE製作委員會（日本電視台、D.N.Dream Partners、VAP、集英社、MADHOUSE）

## 主題曲
片頭曲
「the WORLD」（第1話 ～19話）
作詞・作曲 - RUKA／編曲・歌手 - ナイトメア
「What's up, people?!」（第20話 ～ 第37話）
作詞 - マキシマムザ亮君／作曲 - マキシマムザ亮君／歌手 - マキシマムザホルモン
香港粵語版本
「死亡筆記」（改編：the WORLD）（第1話 ～ 第37話）
作詞 - 鄭櫻綸／作曲 - RUKA／歌手 - 麥浚龍
- J2 播放時所有集數均播放日語原曲

片尾曲
「アルミナ」（第1話 ～19話、SP『幻視する神』）
作詞・作曲 - 咲人／編曲・歌手 - ナイトメア
「絶望ビリー」（第20話 ～第36話）
作詞 - マキシマムザ亮君／作曲   マキシマムザ亮君／歌手 - 
插入歌
（SP）
同上ED2。

## 各話列表
| 話數    | 日文標題 | 中文標題  | 編劇                                | 分鏡              | 演出            | 作畫監督                            | 播放日期       |
| 第一部  | 第一部   | 第一部    | 第一部                              | 第一部            | 第一部          | 第一部                              | 第一部         |
| ------- | -------- | --------- | ----------------------------------- | ----------------- | --------------- | ----------------------------------- | -------------- |
| #001    |          | 新生      | 井上敏樹                            | 荒木哲郎          | 荒木哲郎 恒松圭 | 北尾勝 加加美高浩                   | 2006年 10月4日 |
| #002    |          | 對決      | 井上敏樹                            | 高岡淳一          | 伊藤智彥        | 小林明美                            | 10月11日       |
| #003    |          | 交易      | 井上敏樹                            | 佐藤真二          | 土屋浩幸        | 青木真理子                          | 10月18日       |
| #004    |          | 跟蹤      | 井上敏樹                            | 安濃高志          | 羽生尚靖        | 宮前真一                            | 10月25日       |
| #005    |          | 策略      | 井上敏樹                            | 米田光宏          | 米田光宏        | 村山公輔 浜津武廣 小森秀人          | 11月1日        |
| #006    |          | 破綻      | 小林靖子                            | 別所誠人          |                 | Kim Dong seek                       | 11月8日        |
| #007    |          | 陰天      | 米村正二                            | 平田敏夫          | 伊藤智彥        | 高岡淳一                            | 11月15日       |
| #008    |          | 視線      | 井上敏樹                            | 別所誠人          | 別所誠人        | 小林明美                            | 11月22日       |
| #009    |          | 接觸      | 井上敏樹                            | 福田道生          | 岡崎幸男        | 西城隆詞                            | 11月29日       |
| #010    |          | 疑惑      | 井上敏樹                            | 高岡淳一          | 長村伸治        | 木下勇喜                            | 12月6日        |
| #011    |          | 闖入      | 米村正二                            | 松尾慎            | 羽生尚靖        | 宮前真一                            | 12月13日       |
| #012    |          | 愛意      | 井上敏樹                            | 安濃高志          | 土屋浩幸        | 青木真理子                          | 12月27日       |
| #013    |          | 表白      | 井上敏樹                            | 福田道生          | 米田光宏        | 村山公輔 秦野好紹 浜津武廣 青野厚司 | 2007年 1月10日 |
| #014    |          | 朋友      | 米村正二                            | 伊藤智彥          | 伊藤智彥        | 高岡淳一                            | 1月17日        |
| #015    |          | 賭注      | 小林靖子                            | 安濃高志          |                 | Jang Kil yong                       | 1月24日        |
| #016    |          | 抉擇      | 井上敏樹                            | 平田敏夫          | 別所誠人        | Kim Dong joon                       | 1月31日        |
| #017    |          | 執行      | 井上敏樹                            | 中村亮介          | 中村亮介        | 小林明美                            | 2月7日         |
| #018    |          | 同伴      | 米村正二                            | 木信作            | 長村伸治        | 日向正樹                            | 2月14日        |
| #019    |          | 松田      | 小林靖子                            | 福田道生          | 西瑛子          | 宮前真一                            | 2月21日        |
| #020    |          | 拖延      | 井上敏樹                            | 佐山聖子          | 土屋浩幸        | 青木真理子                          | 2月28日        |
| #021    |          | 活躍      | 井上敏樹                            | 米田光宏 荒木哲郎 | 米田光宏        | 濱津武廣 青野厚司 西位輝實          | 3月7日         |
| #022    |          | 誘導      | 井上敏樹                            | 山本沙代          | 橋本直人        | 小林明美                            | 3月14日        |
| #023    |          | 狂亂      | 米村正二                            | 佐藤雄三          | 伊藤智彥        | 橫田守 高岡淳一                     | 3月21日        |
| #024    |          | 復活      | 米村正二                            | 大原実            | 下田久人        | 日向正樹                            | 3月28日        |
| #025    |          | 沈默      | 井上敏樹                            | 荒木哲郎          | 增原光幸        | 加加美高浩 井上英紀                 | 4月4日         |
| #026    |          | 再生      | 伊藤智彥                            | 伊藤智彥          | 伊藤智彥        | 横田守                              | 4月11日        |
| 第二部  |          |           |                                     |                   |                 |                                     |                |
| #027    |          | 綁架      | 井上敏樹                            | 佐山聖子          | 山内東生雄      | 丸藤廣貴 橫田守                     | 2007年 4月18日 |
| #028    |          | 焦躁      | 井上敏樹                            | 福田道生          | 西瑛子          | 宮前真一                            | 4月25日        |
| #029    |          | 父親      | 井上敏樹                            | 木信作            | 伊藤智彥        | 橫田晉一 高岡淳一                   | 5月2日         |
| #030    |          | 正義      | 米村正二                            | 中村亮介          | 伊藤秀樹        | 伊藤秀樹                            | 5月9日         |
| #031    |          | 轉移      | 小林靖子                            | 高橋亨            | 下田久人        | 小林明美 西位輝實                   | 5月16日        |
| #032    |          | 選擇      | 小林靖子                            | 佐山聖子          | 青柳宏宣        | 日向正樹                            | 5月23日        |
| #033    |          | 嘲笑      | 米村正二                            | 佐山聖子          | 齊藤哲人        | Shin Jae lck                        | 5月30日        |
| #034    |          | 警覺      | 米村正二                            | 大原實            | 西瑛子          | 宮前真一                            | 6月6日         |
| #035    |          | 殺意      | 井上敏樹                            | 伊藤智彥          | 伊藤智彥        | 橫田晉一 高岡淳一                   | 6月13日        |
| #036    | 1.28     | 1.28      | 井上敏樹                            | 佐山聖子          | 平尾隆之        | 高橋拓朗                            | 6月20日        |
| #037    |          | 新世界    | 井上敏樹                            | 荒木哲郎          | 荒木哲郎        | 加加美高浩 西位輝實                 | 6月27日        |
| 重製版  |          |           |                                     |                   |                 |                                     |                |
| 特別篇1 |          | 幻影之神  | 井上敏樹 米村正二 小林靖子          | 荒木哲郎          | 荒木哲郎        | 北尾勝                              | 2007年 8月31日 |
| 特別篇2 |          | L的繼承者 | 井上敏樹 荒木哲郎 米村正二 小林靖子 | 荒木哲郎 井上英紀 | 井上英紀        | 北尾勝                              | 2008年 8月22日 |

## 播放電視台

### 日本
日本深夜動畫：下文記載的日本国内播放時間使用日本標準時間（UTC+9）表示。因為部分時間标识會採用30小时制，因此請留意这类超过24:00的时间，其實際播放時間為翌日清晨。
| 播映頻道           | 播映時間（UTC+9）   | 開播日期                      | 與首播電視台 相差的日數 | 備註                       |
| ------------------ | ------------------- | ----------------------------- | ----------------------- | -------------------------- |
| 日本電視台         | 星期二 24:56～25:26 | 2006年10月4日～2007年6月26日  |                         | NNS核心電視台。            |
| 札幌電視台         | 星期一 25:26～25:56 | 2006年10月9日～2007年7月9日   | 6日                     | NNS成員。                  |
| 讀賣電視台         | 星期一 26:01～26:31 | 2006年10月16日～2007年7月23日 | 13日                    | NNS成員。                  |
| 中京電視台         | 星期二 25:36～26:06 | 2006年10月17日～2007年7月10日 | 14日                    | NNS成員。                  |
| 福岡放送           | 星期一 25:26～25:56 | 2006年10月23日～2007年7月30日 | 20日                    | NNS成員。                  |
| 廣島電視台         | 星期二 25:26～25:56 | 2007年1月9日～9月18日         | 3個月（91日）           | NNS成員。                  |
| 靜岡第一電視台     | 星期三 25:46～26:16 | 2007年1月10日～9月19日        | 3個月（92日）           | NNS成員。                  |
| 福島中央電視台     | 星期三 24:56～25:26 | 2007年1月11日～9月26日        | 3個月（93日）           | NNS成員。                  |
| 日視Plus & Science | 毎週三 24:30～25:00 | 2007年1月24日～10月10日       | 3個月（106日）          | CS日本旗下CS數位電視頻道。 |
| TV新潟放送網       | 星期六 25:55～26:25 | 2007年5月5日                  | 7個月（214日）          | NNS成員。                  |
| 大分放送           | 星期五 25:45～26:15 | 2007年7月6日                  | 9個月（276日）          | JNN成員。                  |

### 香港
2007年4月3日起，Animax逢星期二22:30全香港首播，每週播放一集；Animax隆重其事，於2007年4月1日晚首播首兩集。2007年8月19日起，無線電視翡翠台逢星期日00:15播映，每週播放兩集，粵語和日語雙語廣播。
| 翡翠台 星期日 00:15－01:10 9月30日、10月14日 00:15－00:40 12月30日 00:15－01:40 12月16日暫停播映 | 翡翠台 星期日 00:15－01:10 9月30日、10月14日 00:15－00:40 12月30日 00:15－01:40 12月16日暫停播映 | 翡翠台 星期日 00:15－01:10 9月30日、10月14日 00:15－00:40 12月30日 00:15－01:40 12月16日暫停播映 |
| ------------------------------------------------------------------------------------------------ | ------------------------------------------------------------------------------------------------ | ------------------------------------------------------------------------------------------------ |
|                                                                                                  | 死亡筆記 （2007年8月19日－12月30日）                                                             |                                                                                                  |
| 火影忍者 （2007年2月4日－8月12日）                                                               | 鴉 （2008年1月6日－1月20日）                                                                     |                                                                                                  |

### 台灣
由曼迪傳播代理亞洲總動畫授權。2007年6月24日起，開始於中視無線台放送，每逢星期日23:30全台灣首播；2007年7月7日起，則在Animax逢星期六22:00首播，國語和日語雙語廣播。2008年2月29日起，中視無線台改在每逢星期五23:30全台灣首播。2011年2月18日起，衛視電影台週一到週五19:00以國語版播映。

## 獎項
- 2007年東京動畫賞電視動畫優秀動畫[1]。

## 外部連結
- （日語） 集英社「死亡筆記」官方網頁
- （日語） 真人電影版的官方網站 （页面存档备份，存于）
- 死亡筆記迷你網站(香港版本)
- 死亡筆記迷你網站(台灣版本)
- 死亡筆記台灣官方網站